# Kenny Arena
Kenneth Scott „Kenny” Arena (Charlottesville, Virginia, 1981. február 6. –) olasz származású amerikai labdarúgóhátvéd, edző. Édesapja az amerikai labdarúgó-válogatott korábbi szövetségi kapitánya, Bruce Arena.

## Pályafutása
Kenny Arena a Virginia Egyetemen végzett tanulmányai alatt, 1999 és 2002 között játszott az amerikaiak U20-as válogatottjában és részt vett a 2001-es ifjúsági labdarúgó-világbajnokságon. 2003. január 17-én a New York Red Bulls - akkor még MetroStars - draftolta. 2003 és 2004 között húsz bajnokin lépett pályára a csapat színeiben az amerikai élvonalban.
A Virginiai Egyetemen 2006-ban szakedzői diplomát szerzett, a Cavaliers csapatát pedig elődöntőbe vezette NCAA Division I-ban, amely az amerikai másodosztálynak felel meg. 2007. április 2-án a George Mason Egyetem nevezte ki a labdarúgócsapatuk asszisztensének, itt az ő dolga volt a játékosok toborzása és nevelése. 2008. február 6-án a Kaliforniai Egyetemen nevezték ki ugyanerre a pozícióra. 2014-ben édesapja segítője lett a Los Angeles Galaxy csapatánál.